# A Killer’s Memory
A Killer’s Memory (Originaltitel Knox Goes Away) ist ein Thriller von Michael Keaton, der auch in der Titelrolle zu sehen ist. Der Film handelt von einem Auftragsmörder, der unter einer schnell fortschreitenden Form von Demenz leidet. A Killer’s Memory ist nach The Merry Gentleman von 2008 die zweite Regiearbeit von Michael Keaton. Der Film feierte im September 2023 beim Toronto International Film Festival seine Premiere, kam im März 2024 in die US-amerikanischen Kinos und startete am 24. Mai 2024 bei Prime Video.

## Handlung
John Knox ist ein Auftragsmörder mit Doktorgrad. Seit kurzem bemerkt er bei sich ein Nachlassen seines guten Gedächtnisses. Als er bei einem Auftrag versehentlich seinen Partner und eine unschuldige Frau tötet, versucht er, den Tatort zu inszenieren, macht dabei aber mehrere Fehler. Bei einem Arztbesuch wird bei Knox eine schnell fortschreitende Form von Demenz diagnostiziert, die ihn nur noch wenige Wochen bei klarem Verstand lässt.
Eines Nachts steht sein Sohn Miles vor seiner Tür, den er schon lange nicht mehr gesprochen hat. Blutüberströmt und kaum in der Lage zu sprechen, bittet er seinen Vater bei der Vertuschung eines Mordes um Hilfe, den er gerade begangen hat. In einem Anfall von Wut hat Miles einen Mann getötet, als er diesen wegen der Vergewaltigung seiner 16-jährigen Tochter Kaylee zur Rede stellen wollte. Knox beginnt nun, das Leben seines Sohnes zu retten.
Knox tüftelt einen Plan aus mit mehreren Schritten, die eine präzise Ausführung erfordern und beginnt damit, am Tatort Hinweise, die zu seinem Sohn führen könnten, zu entfernen. Um keine Fehler zu machen, bittet er seinen Freund Xavier um Hilfe, der versucht, Knox’ zunehmend schlechtem Zustand mit Humor zu begegnen. Detective Emily Ikari nimmt unterdessen nicht nur die Ermittlungen im Fall des von Knox begangenen Dreifachmordes auf, sondern stellt auch Untersuchungen zum Totschlag seines Sohnes an.
Knox’ aufwendiger Plan resultiert darin, dass Beweise für die Tat seines Sohnes zwar bei diesem gefunden werden und Miles verhaftet wird, Laboruntersuchungen aber feststellen, dass alle Beweise manipuliert wurden, eine Arbeit, die Knox im Vorfeld unternommen hat. Die Polizei bringt daraufhin Knox in Verbindung mit dem Mord und der Manipulation der Beweise und verhaftet ihn. Miles wird entlassen, der inzwischen völlig demente Knox kommt erst ins Gefängnis und dann in eine Pflegeanstalt. Seine Ex-Frau und sein Sohn erhalten derweil von ihm größere Summen ausgezahlt.

## Produktion

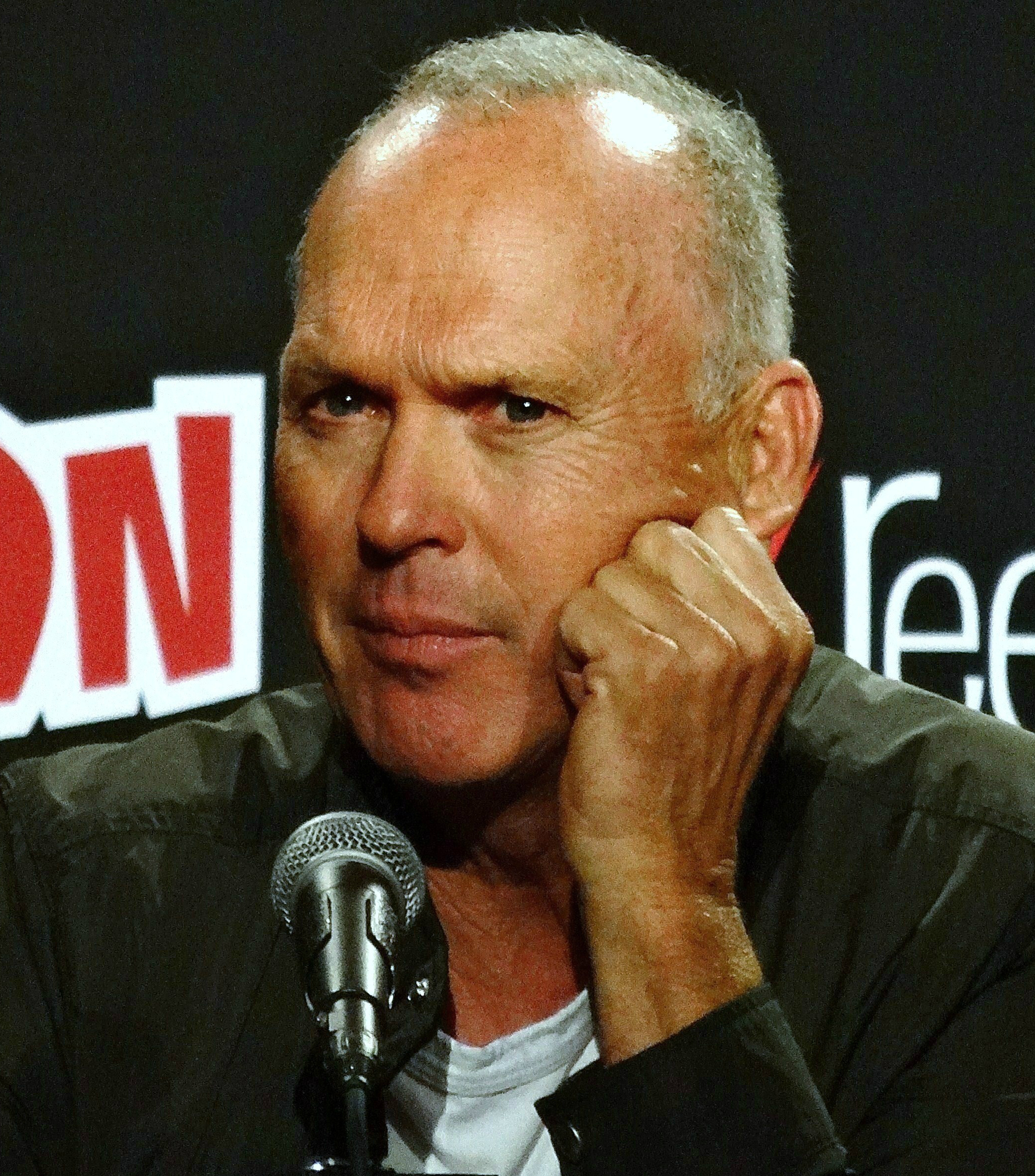
Bei Knox Goes Away handelt es sich um die zweite Regiearbeit von Michael Keaton

Knox Goes Away ist die zweite Regiearbeit des Schauspielers Michael Keaton. Er spielt im Film auch in der Titelrolle den demenzerkrankten Auftragsmörder John Knox. James Marsden spielt seinen Sohn Miles. Al Pacino spielt Xavier, einen Freund von Knox. Paul Perri ist in der Rolle des Arztes zu sehen, der bei Knox die schnell fortschreitende Demenz feststellt. Die Oscarpreisträgerin Marcia Gay Harden spielt seine Ex-Frau Ruby und die polnische Schauspielerin und Sängerin Joanna Kulig seine Geliebte. Suzy Nakamura ist in der Rolle von Detective Emily Ikari zu sehen, die sowohl die von Knox begangenen Morde, als auch den Totschlag seines Sohnes untersucht. Ray McKinnon spielt Knox’ Partner, den er zu Beginn des Films versehentlich tötet, und Dennis Dugan den Hehler Philo.
Die Dreharbeiten wurden Mitte Dezember 2022 beendet. Als Kameramann fungierte Marshall Adams.
Die Filmmusik komponierte Alex Heffes. Das Soundtrack-Album mit insgesamt 20 Musikstücken wurde am 5. April 2024 von Lakeshore Records als Download veröffentlicht.
Der Film wurde im Mai 2023 beim Marché du Film in Cannes präsentiert. Die Weltpremiere fand am 10. September 2023 beim Toronto International Film Festival statt. Der US-Kinostart erfolgte am 15. März 2024. In Deutschland erfolgte eine Veröffentlichung am 24. Mai 2024 bei Prime Video.

## Rezeption

### Altersfreigabe
In den USA erhielt der Film von der MPAA ein R-Rating, was einer Freigabe ab 17 Jahren entspricht. In Deutschland wurde der Film von der FSK ab 16 Jahren freigegeben.

### Kritiken und Aufrufzahlen
Die Kritiken fielen tendenziell gemischt aus: Auf Rotten Tomatoes wurden 74 Rezensionen ausgewertet, von denen 64 % als positiv gewertet wurden. Zusammenfassend heißt es dort: „Michael Keaton inszeniert Michael Keaton und holt eine grandiose schauspielerische Leistung aus sich heraus – nur wird sie durch ein wenig überzeugendes Drehbuch getrübt.“
Christian Klosz bewertete den Film zum Streaming-Start auf filmpluskritik.com mit 5 von 10 Sternen und kam zu folgendem Fazit: „Schlussendlich ist die zweite Regiearbeit von Michael Keaton eine recht durchwachsene Angelegenheit: Ein nicht unspannendes Sujet wird äußerst spannungsarm (…) aufbereitet, sodass es ,A Killer’s Memory‘ zu keinem Zeitpunkt gelingt, wirklich zu fesseln, geschweige denn zu unterhalten. Oder Emotionen beim Publikum zu wecken. Zum anderen ist Michael Keatons Performance doch ansehnlich. Vergessen wird man ihn trotzdem so schnell wieder wie John Knox seinen zweiten Vornamen.“
Nach seinem Start bei Prime Video in Deutschland landete A Killer’s Memory auf Platz 1 der Top Ten der Charts des Streamingdienstes.

## Synchronisation
Die deutsche Synchronisation entstand nach einem Dialogbuch und der Dialogregie von Harald Wolff im Auftrag der Cinephon Filmproduktions GmbH in Berlin.
| Darsteller         | Synchronsprecher      | Rolle                        |
| ------------------ | --------------------- | ---------------------------- |
| Michael Keaton     | Joachim Tennstedt     | John Walker „Aristotle“ Knox |
| James Marsden      | Robin Kahnmeyer       | Miles Knox                   |
| Al Pacino          | Frank Glaubrecht      | Xavier Crane                 |
| Marcia Gay Harden  | Andrea Aust           | Ruby Knox                    |
| Joanna Kulig       | Janka Horakova        | Annie                        |
| Marisa Echeverria  | Anne Düe              | Bianca Delgado               |
| Lela Loren         | Sanam Afrashteh       | Cheryl Knox                  |
| Benita Krista Nall | Daniela Thuar         | CSI-Technikerin              |
| Jay Paulson        | Gerrit Schmidt-Foß    | Detective Gelfuso            |
| John Hoogenakker   | Nic Romm              | Detective Rale               |
| Suzy Nakamura      | Silke Matthias        | Detective Emily Ikari        |
| Paul Perri         | Lutz Schnell          | Dr. Frederick Burns          |
| Gugun Deep Singh   | Mathias Kopetzki      | John Bustamonte              |
| Morgan Bastin      | Moira May             | Kaylee Knox                  |
| Sasha Neboga       | Katharina Spiering    | Ludmilla Crane               |
| Natasha Galano     | Irina Wrona           | Margaret Pierce              |
| Dennis Dugan       | Pierre Peters-Arnolds | Philo Jones                  |
| Ray McKinnon       | Tobias Lelle          | Thomas „Tommy“ Muncie        |